# مصرف الدم المركزي الليبي
مصرف الدم المركزي الليبي هو مصرف الدم المركزي الوحيد في ليبيا.
إحدى أهم أهداف  المصرف هو تحسين مستوى كفاءة خدمات الدم في ليبيا، ويهدف المصرف أيضا إلى توفير المزيد من خدمات الدم التي توفرها مصارف الدم.
يوجد الكثير من المتبرعيين في الدم في هذا المصرف حيث أطلق المصرف موقع له على الشابكة وتطبيق يعمل بنظام الأندرويد يمكنك من خلالهما تسجيل بياناتك كمتبرع لدم ومن ثم ستصبح كمتبرع  قابل للوصول من قبل المستخدمين الذين يبحثون عن متبرعين لدم.
يقع مقر المصرف الرئيسي في العاصمة الليبية طرابلس.

## فروع المصرف
للمصرف ثلاثة فروع في ليبيا و تشمل كلا من :
- مصرف طرابلس ويقع في طريق الشط بالقرب من مستشفى الكلى.
- مصرف بنغازي ويقع في منطقة الليثي شارع الخليج بالقرب من مقسمات لهواتف.
- مصرف سبها و يقدم مصرف الدم المركزي في سبها كل خدمات نقل الدم وما يتعلق بها في المنطقة الجنوبية في ليبيا.